# 레이 (기업)
레이(Ray)는 대한민국의 치과용 3D 진단 장비 기업이다. 본사는 경기도 성남시 분당구 판교역로 221(삼평동 672) 투썬월드빌딩 12층에 위치해 있으며 대표이사는 이상철이다. 2019년 8월 코스닥 시장에 상장하였다 치아 CT(엑스레이), 치아교정과 수술용 가이드, 임플란트 등 치과 치료를 위한 다양한 솔루션 등을 제공한다

## 참고문헌
1. ↑  레이, 지난해 영업익 61억원…전년比 62%↓, 이데일리, 2024-02-15
2. ↑  윤현주, 4만원 주식이 2만원 '폭락'…개미 긴장하게 한 레이 가보니, 한국경제, 2023.11.20
3. ↑  이달미, 한국IR협의회 기업리서치센터, 기술분석보고서-레이, 2023.12.15
4. ↑  강경래, 이상철 대표 "레이, '덴탈계 애플'로 만들 터", 이데일리, 2020.11.19